# Henri II d'Orléans-Longueville
Pour les articles homonymes, voir Henri, Henri II et Henri d'Orléans.

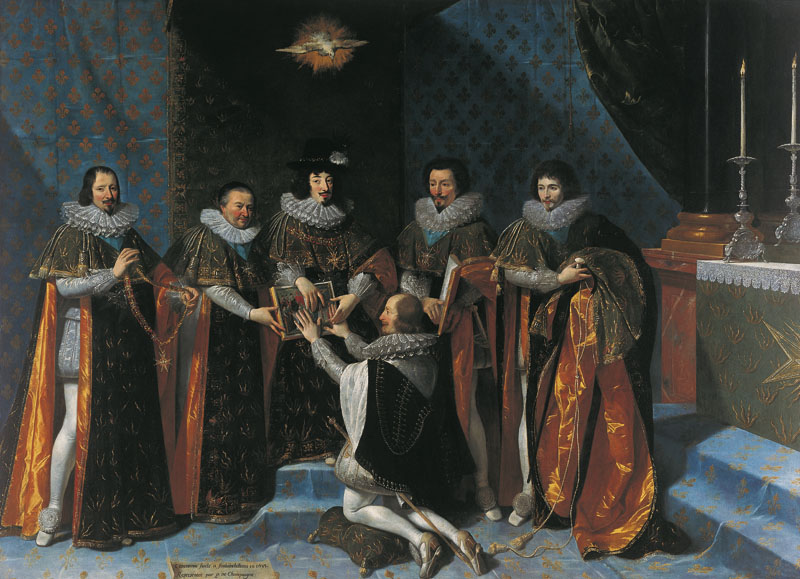
Réception d'Henri d'Orléans dans l'ordre du Saint-Esprit par le roi Louis XIII, le 15 mai 1633.
Philippe de Champaigne, 1633, musée des Augustins de Toulouse.

Henri II d'Orléans (aussi appelé Henri II de Valois-Longueville), de la maison Orléans-Longueville (6 avril 1595 - 11 mai 1663), pair de France, duc de Longueville, d'Estouteville et de Coulommiers, prince et souverain de Neuchâtel et de Valangin, prince de Châtellaillon, comte de Dunois, comte de Tancarville, gouverneur de Picardie puis de Normandie. Sa branche descendait de Jean, bâtard d'Orléans, comte de Dunois, fils naturel de Louis de France, duc d'Orléans (frère du roi Charles VI).

## Biographie

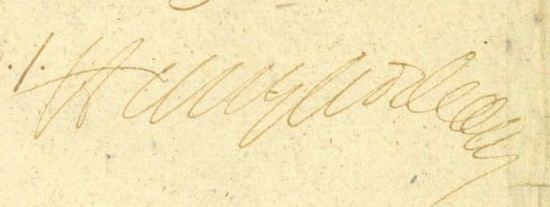
Signature du duc en 1655

Henri est le fils du duc de Longueville et d'Estouteville Henri Ier d'Orléans et de Catherine de Gonzague, fille de Louis IV de Nevers, il ne connut pas son père, qui mourut à Amiens deux jours après sa naissance. Le roi Henri IV de France fut son parrain.
Adversaire de Concini, favori de la régente Marie de Médicis, il se joint au complot monté par Henri II de Bourbon-Condé, qui se solde par l'arrestation de ce dernier, et de lourdes dettes pour lui. Il les épongera par un riche mariage avec Louise de Bourbon-Soissons. Quelques années plus tard, sur ordre de Louis XIII, il est contraint de laisser son gouvernement de Picardie au nouveau favori Luynes, obtenant en échange celui de Normandie (1619). Au cours de l'été 1620, il épouse la révolte de Marie de Médicis, mais le Parlement de Rouen et la ville de Dieppe, qu'il assiège, restent fidèles au roi. Longueville est suspendu quelques mois de ses fonctions. Dès lors, il se tient tranquille pendant tout le règne de Louis XIII, mais ce dernier ne lui confie aucun gouvernement militaire avant l'avance espagnole de 1636 sur Corbie. Entre 1637 et 1641, il mène campagne en Franche-Comté, dans le Piémont, en Alsace et dans le Palatinat.
Longueville dirige, à partir de 1645, la délégation française lors des pourparlers préliminaires des Traités de Westphalie qui marquent le terme de la guerre de Trente Ans (1618-1648).
En tant que prince souverain de Neuchâtel, il est un frein à l’hégémonie des Habsbourg, et s'allie à la Confédération des XIII cantons (et en particulier au bâlois Johann Rudolf Wettstein), obtenant du Saint-Empire l'exemption formelle pour tous les cantons. Il recherche également, pendant les négociations de la paix de Westphalie entre 1645 et 1648, à obtenir le rattachement de Neuchâtel et Valangin à la Confédération.
Pendant la Fronde parlementaire, il fait partie du groupe de grands seigneurs qui soutient le Parlement. Il essaie vainement de soulever son gouvernement de Normandie pour aller au secours de Paris, assiégé par les troupes royales commandées par son beau-frère le Grand-Condé. Il est facilement contenu par les troupes royales du comte d'Harcourt, à qui la régente vient de confier la province. Dans le même temps, sa femme accouche du petit Charles-Paris dans la capitale, où son autre beau-frère le prince de Conti est généralissime de l'armée frondeuse. La famille est, à l'époque, profondément divisée.
La paix de Rueil (11 mars 1649) n'est qu'une trêve de courte durée. Le 14 janvier 1650, il est arrêté avec ses deux beaux-frères (Condé s'étant retourné contre la régence), sur ordre du cardinal de Mazarin.
Il avait nommé Dominique Bouhours précepteur de ses deux fils.
Il meurt à Rouen en 1663 à l'âge de 68 ans dans son hôtel de Saint-Ouen.
Il est inhumé dans la Sainte-Chapelle à Châteaudun.
Son cœur reposait dans le Couvent des Célestins.

## Mariage et descendance
Il épouse en premières noces, le 10 avril 1617 Mademoiselle de Soissons (1603 – 1637), fille de Charles de Bourbon-Condé, comte de Soissons et d'Anne de Montafié avec qui il a :
1. Marie d'Orléans-Longueville, 05/03/1625 – 16/06/1707 qui épousera Henri de Savoie, duc de Nemours, Genève et Aumale, et sera comtesse de Saint-Pol, dernière princesse héréditaire de Neuchâtel ;
2. Louise 12/06/1626 - 06/06/1628 ;
3. X... 19/01/1634 - 20/01/1634.

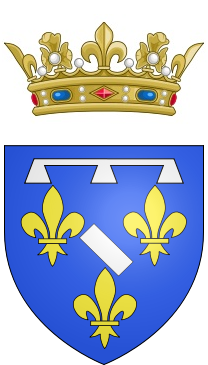
Les armes du duc de Longueville

Le 2 juin 1642, il épouse en secondes noces Mademoiselle de Condé (1619 – 1679), sœur du grand Condé, qui devient ainsi la duchesse de Longueville, avec qui il aura 4 enfants :
1. Charlotte-Louise 04/02/1644 - 30/04/1645, mademoiselle de Dunois ;
2. Jean Louis Charles d'Orléans, 12/01/1646 - 04/02/1694, duc de Longueville et d'Estouteville, prince de Neuchâtel, comte de Dunois ;
3. Marie-Gabrielle 1646 - 1650 ;
4. Charles-Paris d'Orléans, 29/01/1649 - 12/06/1672, duc de Longueville et d'Estouteville, souverain de Neufchâtel et de Valangin, comte de Dunois et comte de Saint-Pol, né de la liaison de sa mère avec François de Marcillac, duc de La Rochefoucauld, mais reconnu par Henri II.

Il a une fille naturelle, avec Jacqueline d'Illiers de Balsac, abbesse, de l'abbaye Saint-Avit-les-Guêpières à Saint-Denis-les-Ponts, qu'il reconnaît sous le nom de Catherine-Angélique d'Orléans (1617-1664). Elle sera abbesse de Saint-Pierre-les-Dames de Reims (1645-1653) puis de Maubuisson de 1653 jusqu'à sa mort le 16 juillet 1664.